# La Vie éphémère
Pour plus de détails, voir Fiche technique et Distribution.
La Vie éphémère (無常, Mujō) est un film japonais réalisé par Akio Jissōji, sorti en 1970.

## Fiche technique
- Titre original : 無常 (Mujō?)
- Titre français : La Vie éphémère[1]
- Titre français alternatif : Éphémère est la vie[2]
- Réalisation : Akio Jissōji
- Scénario : Toshirō Ishidō
- Photographie : Yūzō Inagaki, Masao Nakabori et Kazumi Oneda
- Montage : Yoshihiro Yanagawa
- Direction artistique : Noriyoshi Ikeya
- Producteur : Toyoaki Dan
- Musique : Tōru Fuyuki
- Pays de production :  Japon
- Langue originale : japonais
- Format : noir et blanc - son mono
- Genre : drame
- Durée : 143 minutes (métrage : neuf bobines - 3 333 m[3])
- Date de sortie :
  - Japon : 8 août 1970[3]

## Distribution
- Ryō Tamura : Masao
- Michiko Tsukasa : Yuri
- Kotobuki Hananomoto : Iwashita
- Eiji Okada : maître Mori
- Haruhiko Okamura : Ogino
- Mitsuko Tanaka : Reiko
- Isao Sasaki : Yasuhiro Mori
- Kōzō Yamamura : le père de Masao et Yuri
- Kei Katō : la mère de Masao et Yuri
- Kin Sugai : la nonne

## Récompenses et distinctions
- Léopard d'or 1970 au Festival international du film de Locarno[4]